# Zebramangust
En zebramangust (Mungos mungo) er et rovdyr i desmerdyrfamilien. Dens primære føde består af biller og tusindben.
I modsætning til de fleste andre mangustarter lever zebramangusten i kolonier af 7 til 40 individer. De findes i hele Centralafrika og er ikke truede.